# 佐藤竜雄
佐藤 竜雄（さとう たつお、1964年7月7日 - ）は、日本のアニメ演出家・監督。神奈川県中郡大磯町出身。血液型A型。
早稲田大学法学部卒業。代表作は『飛べ!イサミ』『機動戦艦ナデシコ』『学園戦記ムリョウ』『ねこぢる草』『宇宙のステルヴィア』『モーレツ宇宙海賊』『輪廻のラグランジェ』など。

## 来歴・人物
高校時代は陸上競技の有力選手だったが、2年生の時に故障してしまう。早大法学部に進学し、リハビリ中に友人に誘われて「漫画と変わらないだろう」と思い、アニメーション研究会へと入り、現在の業界に関わる方向へ転進した。現在でも筋力トレーニングは欠かさないと言う。本人曰く、仕事で初めて関わる人には良く「体育会系ですね」と言われているらしく、アスリート時代の考え方や精神的思考は、現在でも発揮されている様子。
1986年に早稲田アニメーション研究会で自主制作アニメーション『遠山の金さん』を制作。早大卒業後、亜細亜堂に動画担当として入社、後に演出助手、更に演出に転ずる。1994年放送の『赤ずきんチャチャ』で注目され始め、大地丙太郎・桜井弘明らとともに「チャチャ三羽ガラス」と呼ばれるようになる。なお、現在でもこの2人とは親交が深い。1995年の『飛べ!イサミ』で初監督を務め、1997年に亜細亜堂を退社、以後フリーで活動している。1998年公開の『劇場版 機動戦艦ナデシコ -The prince of darkness-』では第30回星雲賞メディア部門を受賞。2001年の『ねこぢる草』では、第5回文化庁メディア芸術祭アニメーション部門優秀賞、モントリオールファンタジア映画祭最優秀短編賞・批評家賞を受賞。
2005年、自らの公式サイトで『機動戦艦ナデシコ』『宇宙のステルヴィア』の続編制作中止を発表。原因については多く語られておらず、ただ「ナデシコやステルヴィア自身に問題はなかった」という言及だけがされた。
2012年放送の『モーレツ宇宙海賊』で、第44回星雲賞メディア部門を受賞した。

## 作風・制作スタイル
彼が監督を務める作品は、原作の無いアニメオリジナル作品であることが多く（そのためか、大地や桜井と比較すると作品数が少ない）、登場人物が非常に多いことでも知られる。SF系作品であっても、どこか和風の雰囲気が醸し出しているなどの特徴を持つ。演出としては「間」を実写作品的な感覚で使用する事が多く、静動を分ける。また、自作・他作を問わず、毛筆によるタイトルロゴを作品に取り入れることも多い。なお、『ナデシコ』のスタッフには、非常に丁寧で可愛らしい絵コンテを描くと評判だったようで、その絵に関しては同作品のムック等で度々に目にすることが出来る。
『ナデシコ』や『ステルヴィア』に見られる、華やかなラブコメ作品の印象が強いが、自身の最も素の作風は『ムリョウ』の穏やかな作風と答えている。その為、『ステルヴィア』放映前のインタビューでは「前二作（『ナデシコ』と『ムリョウ』）を通してやり易い作風が見えてきた」と述べている。一方で一個の作風には固執せず、原作付作品では『ねこぢる草』、『獣兵衛忍風帖』、『TOKYO TRIBE2』など、ジャンルも描写も異なった作品を担当し、バラエティに富んだ作品群を手がける。2009年放送の『バスカッシュ!』では、久々に監督業ではなく、シリーズ構成と脚本を担当している。
監督を担当するオリジナル作品の場合、学校生活などに見えるモラトリアムを舞台とし、「学生」ひいては「子供」達の群衆劇と、しっかりと成長した「大人」を並び扱う事が多い。ここでいう大人とは「子供に対して責任を持ち、彼らと向かい合い、自らの社会的責任、道義的責任を果たす事出来る人物」を指し、佐藤の作品では高い頻度で求められる役割の人物として登場する。なお『機動戦艦ナデシコ』では、ナデシコを学校、クルーを生徒と教師として見立て、度々説明していた。

## 参加作品
1989年
- がきデカ（OVA版、監督）
  - #補足を参照

1990年
- ちびまる子ちゃん（第1期、演出・絵コンテ）※初演出

1994年
- 忍たま乱太郎（第1期、演出）
- 赤ずきんチャチャ（演出・絵コンテ）
- リカちゃんとヤマネコ 星の旅（監督）
  - #補足を参照
  - 劇場公開用作品として制作されるもお蔵入りになったが、1997年にソフト化されている。

1995年
- 飛べ!イサミ（監督・演出・絵コンテ）※初監督

1996年
- 機動戦艦ナデシコ（監督・脚本・演出・絵コンテ）※初脚本

1998年
- ゲキ・ガンガー3 熱血大決戦!!（オリジナル構成・ナデシコパート絵コンテ・監修）
- 劇場版 機動戦艦ナデシコ -The prince of darkness-（監督・脚本・演出）

1999年
- 彼氏彼女の事情（脚本）
- 天使になるもんっ!（絵コンテ）
- 十兵衛ちゃん -ラブリー眼帯の秘密-（絵コンテ）

2000年
- 風まかせ月影蘭（題字・脚本）
- 地球防衛企業ダイ・ガード（絵コンテ）

2001年
- 学園戦記ムリョウ（原作・監督・シリーズ構成・脚本）
- ねこぢる草（監督・構成・脚本）

2002年
- あずまんが大王（絵コンテ）
- アベノ橋魔法☆商店街（絵コンテ）
- シャーマンキング（絵コンテ）

2003年
- 宇宙のステルヴィア（監督・シリーズ構成・絵コンテ・演出）
- 獣兵衛忍風帖 龍宝玉篇（監督・絵コンテ）
- デ・ジ・キャラットにょ（題字）

2004年
- 妄想代理人（絵コンテ）
- 十兵衛ちゃん2 -シベリア柳生の逆襲-（絵コンテ）
- この醜くも美しい世界（脚本）

2005年
- 苺ましまろ（演出）

2006年
- TOKYO TRIBE2（監督・シリーズ構成・脚本・絵コンテ）
- であい（小説）
  - 『機動戦艦ナデシコ・ノベルテ+』所収（イラスト：後藤圭二）

2008年
- シゴフミ（監督・絵コンテ）
- 薬師寺涼子の怪奇事件簿（絵コンテ）

2009年
- バスカッシュ!（シリーズ構成・脚本）
- スプラッシュゾーン 落下の時空（小説）
  - 『YOMBAN』連載（イラスト：早津良太）

2012年
- モーレツ宇宙海賊（監督・シリーズ構成・脚本）
- 輪廻のラグランジェ（総監督）
- 戦姫絶唱シンフォギア（題字）
- 輪廻のラグランジェ 鴨川デイズ（総監督）
- 輪廻のラグランジェ season2（総監督・絵コンテ）

2014年
- モーレツ宇宙海賊 ABYSS OF HYPERSPACE -亜空の深淵-（監督・脚本）
- 白銀の意思 アルジェヴォルン（シリーズ構成・脚本）
- 魔弾の王と戦姫（監督・シリーズ構成・脚本）

2017年
- アトム ザ・ビギニング（監督・絵コンテ）
- 遊☆戯☆王VRAINS（監修）

2018年
- オーバーロードIII（絵コンテ）

2019年
- まちカドまぞく（絵コンテ）

2020年
- BNA ビー・エヌ・エー（絵コンテ）

2021年
- ミュークルドリーミー（絵コンテ）
- MARS RED（絵コンテ）
- プラチナエンド（絵コンテ）

2022年
- 黒の召喚士（絵コンテ）
- まちカドまぞく 2丁目（絵コンテ）
- 令和のデ・ジ・キャラット（絵コンテ）

2023年
- D4DJ All Mix（絵コンテ）
- Helck（監督・絵コンテ）

2024年
- 多数欠（監督・シリーズ構成）

2025年
- 謎解きはディナーのあとで（絵コンテ）

## 補足
- 『宇宙のステルヴィア』で企画にクレジットされている佐藤辰男（角川グループホールディングス社長、放送当時はメディアワークス社長）と名前の読みが同じであるため同一人物説が流れたこともあるが、別人である。
- 佐藤雄助名義での活動があるとする情報があったが、別人であることを佐藤竜雄本人が明言した[9]。
- 「製作者サイド」をファンに見える形で提示するのも特徴である。
  - NHK出版が刊行していた雑誌『放送文化』で、自身の作品を振り返った「佐藤竜雄のワタシ流絵コンテ」というタイトルのコラムを連載していたことがある。
  - 自身の原作・監督作品『学園戦記ムリョウ』のオフィシャルサイト上で、「監督メモ」として詳細な人物・世界設定や絵コンテに近い画面図などを順次公開していた。当該サイトには、2010年にも、メッセージを寄せている（作品放送は2001年）。